# Lanius bucephalus
L'averla taurina o averla bucefala (Lanius bucephalus Temminck & Schlegel, 1845) è un uccello passeriforme della famiglia Laniidae.

## Etimologia
Il nome scientifico della specie, bucephalus, deriva dal greco βουκεφαλος (boukephalos, "dalla testa grossa"), a sua volta derivante dall'unione delle parole βους (bous, "bue") e κεφαλη (kephalē, "testa"), in riferimento all'aspetto di questi uccelli.

## Descrizione

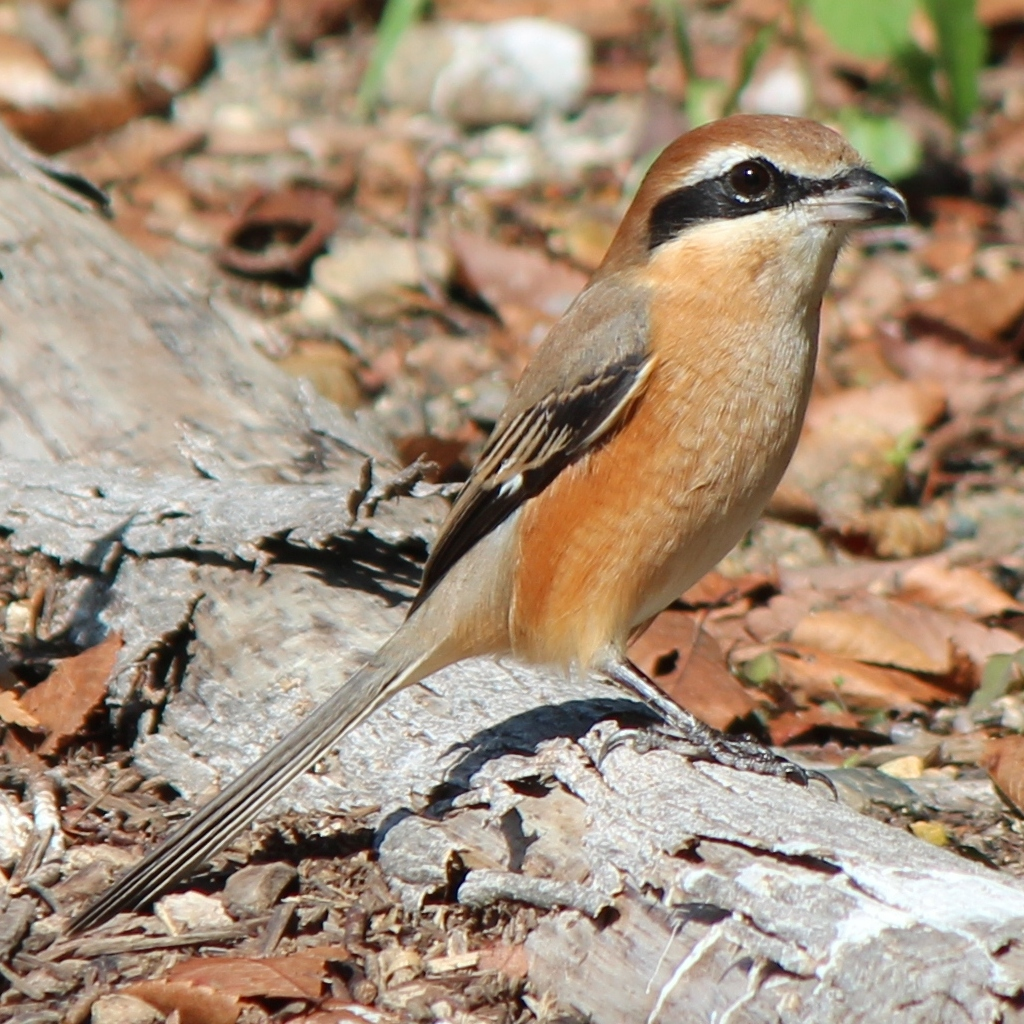
Maschio in Giappone.

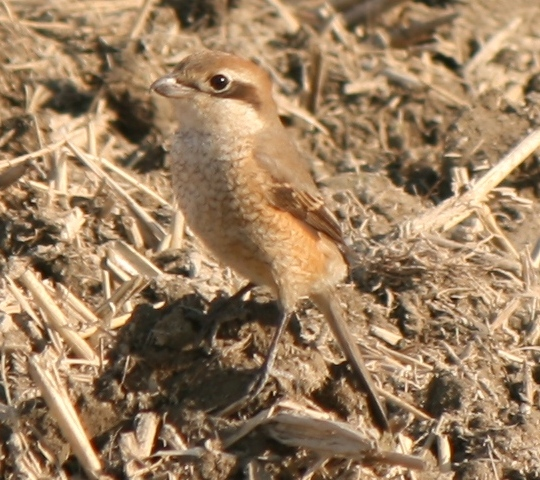
Femmina in natura.

### Dimensioni
Misura 19-20 cm di lunghezza, per un peso di 34-52 g: a parità d'età, le femmine tendono ad essere leggermente più grosse e pesanti rispetto ai maschi.

### Aspetto
Si tratta di uccelli dall'aspetto robusto e massiccio, caratterizzati da una grossa testa ovale e allungata con becco forte e uncinato piuttosto lungo, la quale sembra incassata direttamente nel torso: le zampe sono forti piuttosto corte, le ali sono arrotondate e la coda è piuttosto lunga (quasi metà della lunghezza totale dell'animale) e sottile, con estremità squadrata.
Il piumaggio si presenta di color marrone-arancio sulla calotta (fronte, vertice e nuca), che sfuma nel grigio cenere di dorso e ali (queste ultime con remiganti nerastre con specchio alare bianco sulle copritrici), mentre la coda è anch'essa nerastra. Dai lati del becco parte una sottile banda di colore grigio scuro che raggiunge l'occhio e si continua oltre questo fino all'orecchio divenendo di colore nero, a formare una mascherina facciale sormontata superiormente da un sopracciglio di colore bianco-beige: anche la gola, i lati del collo e la parte centrale di petto e ventre sono dello stesso colore, mentre i fianchi sono di color albicocca-rossiccio con le singole penne dall'orlo leggermente più scuro, a dare un effetto tigrato all'area ventrale. Il sottocoda è invece bianco.
È presente dimorfismo sessuale: nelle femmine le aree brune di fianchi e calotta mancano di sfumature rossicce e tendono più al nocciola, mentre il bianco ventrale (ad eccezione del sottocoda, che rimane bianco) sfuma nel bruno chiaro. Per contro, nelle femmine le zebrature di fianchi e area scapolare sono più evidenti rispetto ai maschi.
In ambedue i sessi il becco è nerastro con area basale della mandibola di colore grigio-rosato, le zampe sono anch'esse nerastre e gli occhi sono di colore bruno.

## Biologia

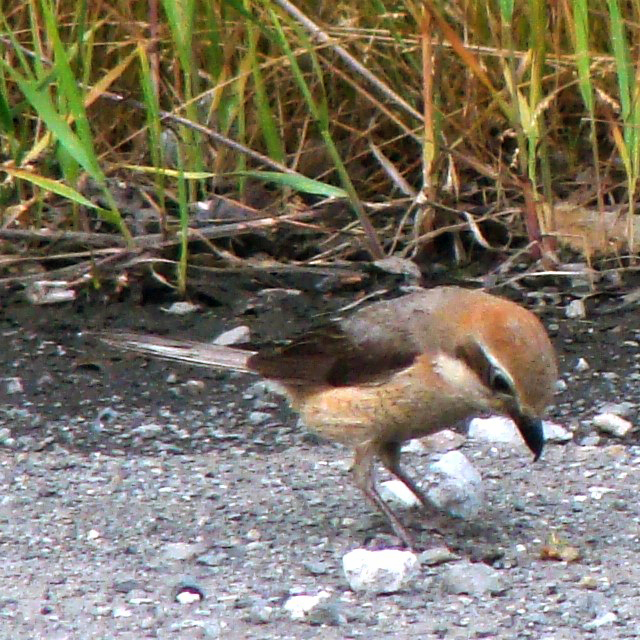
Maschio cerca il cibo al suolo.

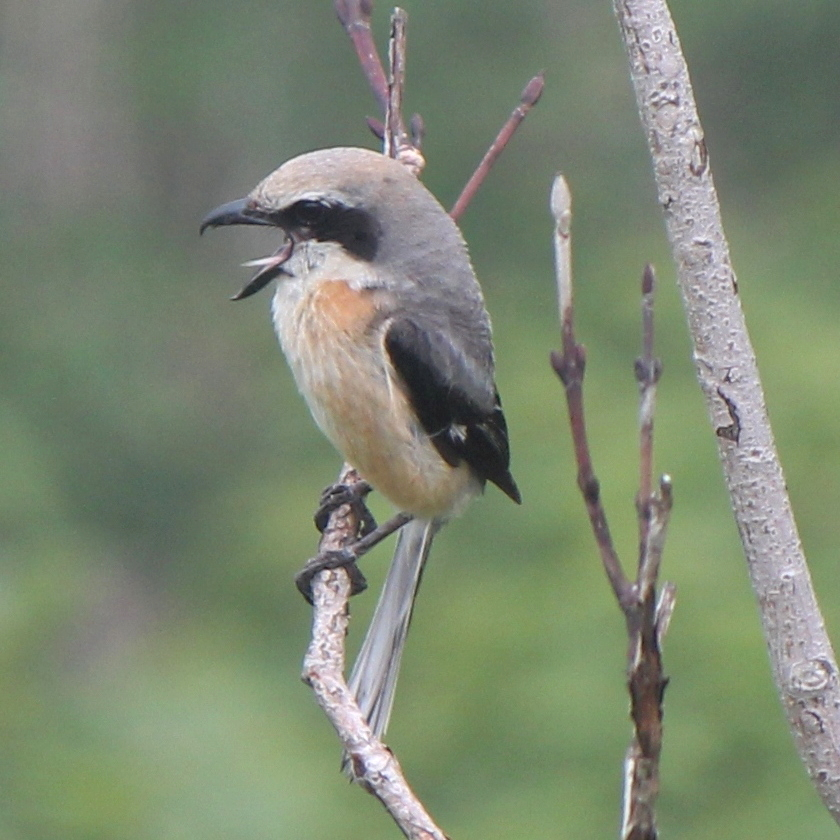
Maschio canta sui monti Ibuki.

L'averla taurina è un uccello dalle abitudini di vita diurne, che vive perlopiù da solo o in coppie: si tratta di uccelli molto territoriali, che difendono accanitamente il proprio territorio da eventuali intrusi conspecifici, passando la maggior parte del tempo appollaiati su di un posatoio sopraelevato bene in evidenza (come il ramo di un albero solitario, o in era modarna un palo della luce o una staccionata in aperta campagna) dal quale vocalizzano di tanto in tanto allo scopo di poter essere facilmente scorti da altri esemplari nelle vicinanze, che in caso di sconfinamento vengono ricevuti aggressivamente con parate di minaccia ed attacchi veri e propri. Le averle taurine mostrano comportamento territoriale anche durante la migrazione, tendendo tuttavia a difendere territori di dimensioni minori durante i propri spostamenti stagionali.
I richiami di questi uccelli sono piuttosto monotoni, aspri, alti e nasali.

### Alimentazione

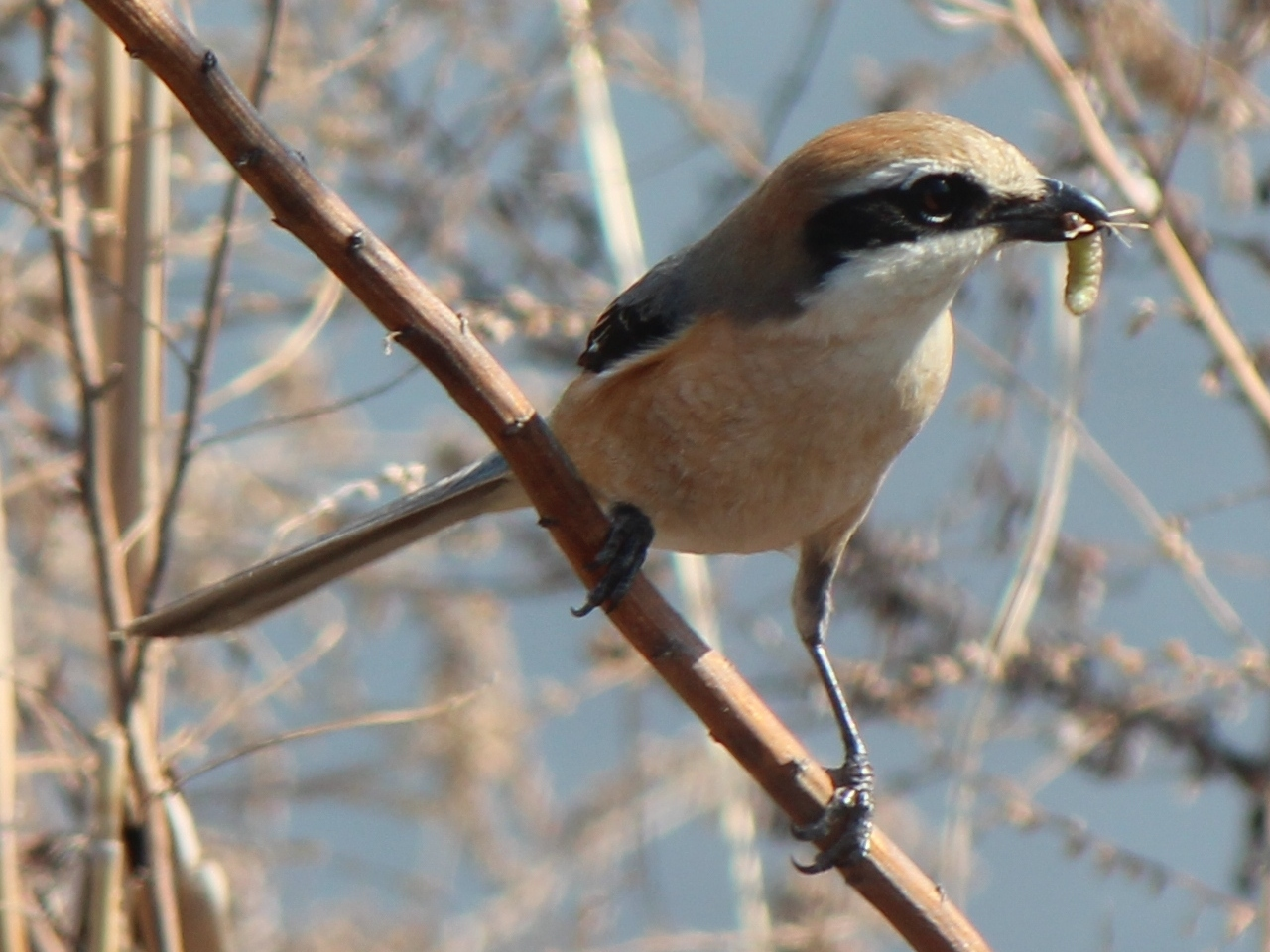
Maschio con cibo nel becco.

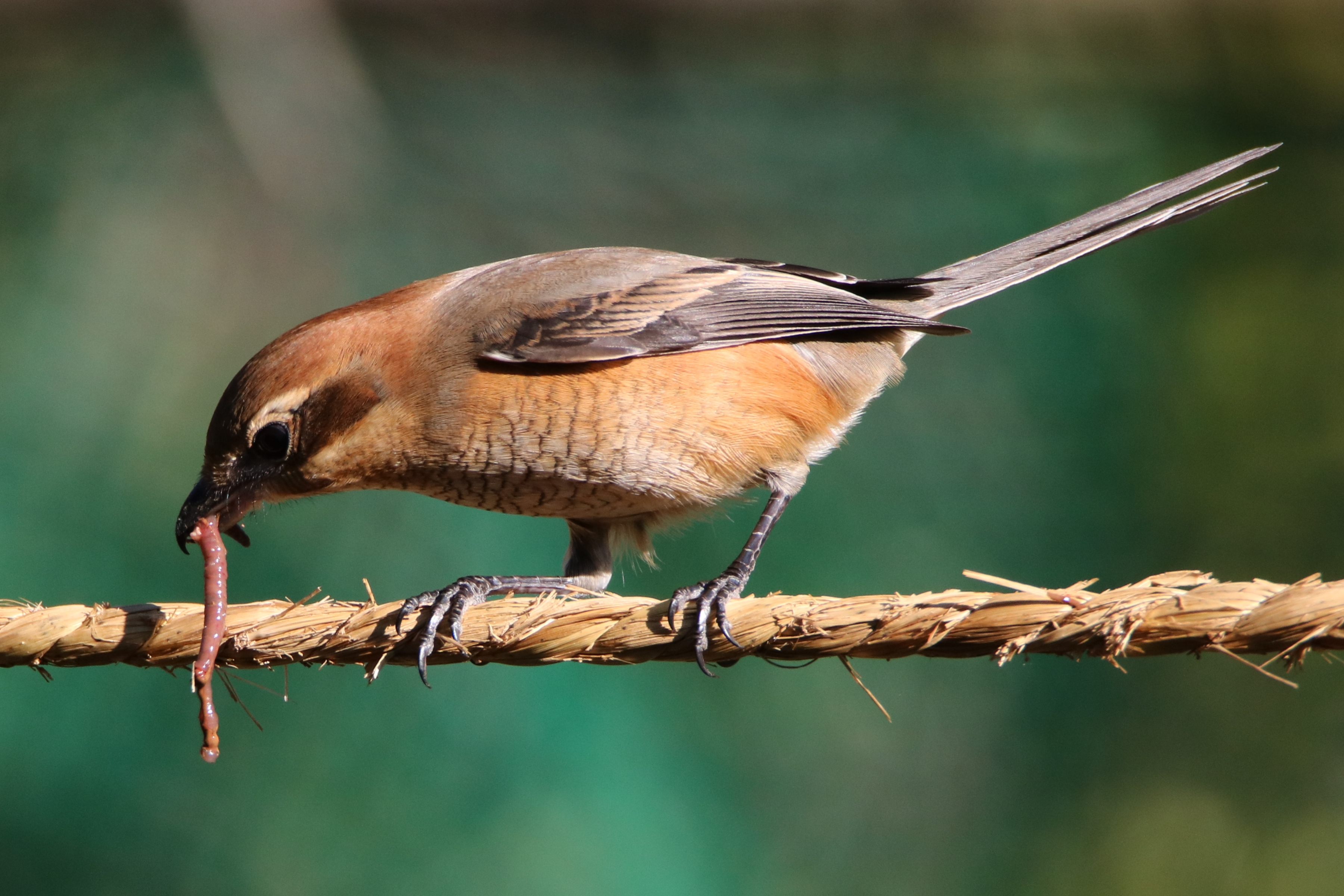
Femmina con lombrico nel becco a Kasugai.

La dieta di questi animali è in larga parte insettivora: essi, infatti, si cibano perlopiù di grossi insetti (in particolare coleotteri, ma anche grilli e locuste, lepidotteri e le loro larve) ed altri invertebrati. Cionondimeno, le averle taurine non disdegnano quando si presenta l'occasione di predare anche piccoli vertebrati (topolini, piccoli rettili e anfibi, uccellini) e crostacei e, sebbene sporadicamente, esse possono cibarsi anche di semi, granaglie e bacche.
In maniera simile a quanto osservabile fra molte averle, anche l'averla taurina è solita conservare il cibo in eccesso infilzandolo su spine o oggetti appuntiti e facendolo seccare: tale azione serve sia a conservare effettivamente il cibo (che può essere inoltre alla bisogna spezzettato più comodamente) che a mandare messaggi territoriali alle altre averle, in quanto le dispense di cibo sono spesso ubicate ai confini del territorio.

### Riproduzione
La stagione riproduttiva va dalla fine di febbraio a luglio, con le popolazioni più settentrionali che cominciano a riprodursi fino a un mese più tardi rispetto a quelle diffuse in aree più temperate.
Si tratta di uccelli monogami, nei quali i due sessi collaborano nella costruzione del nido (una struttura a coppa formata da rametti intrecciati e foderata internamente da fibre vegetali, ubicata verso l'estremità del ramo di un albero ad un'altezza non eccessiva), nella cova delle 3-6 uova (che è a carico della femmina e dura 14-15 giorni, durante i quali il maschio sorveglia i dintorni del nido e procura parte del cibo alla compagna intenta a covare) e nelle cure parentali ai nidiacei, i quali, ciechi ed implumi alla schiusa, s'involano attorno alle due settimane di vita e lasciano definitivamente il territorio natìo a circa un mese dalla schiusa.

## Distribuzione e habitat

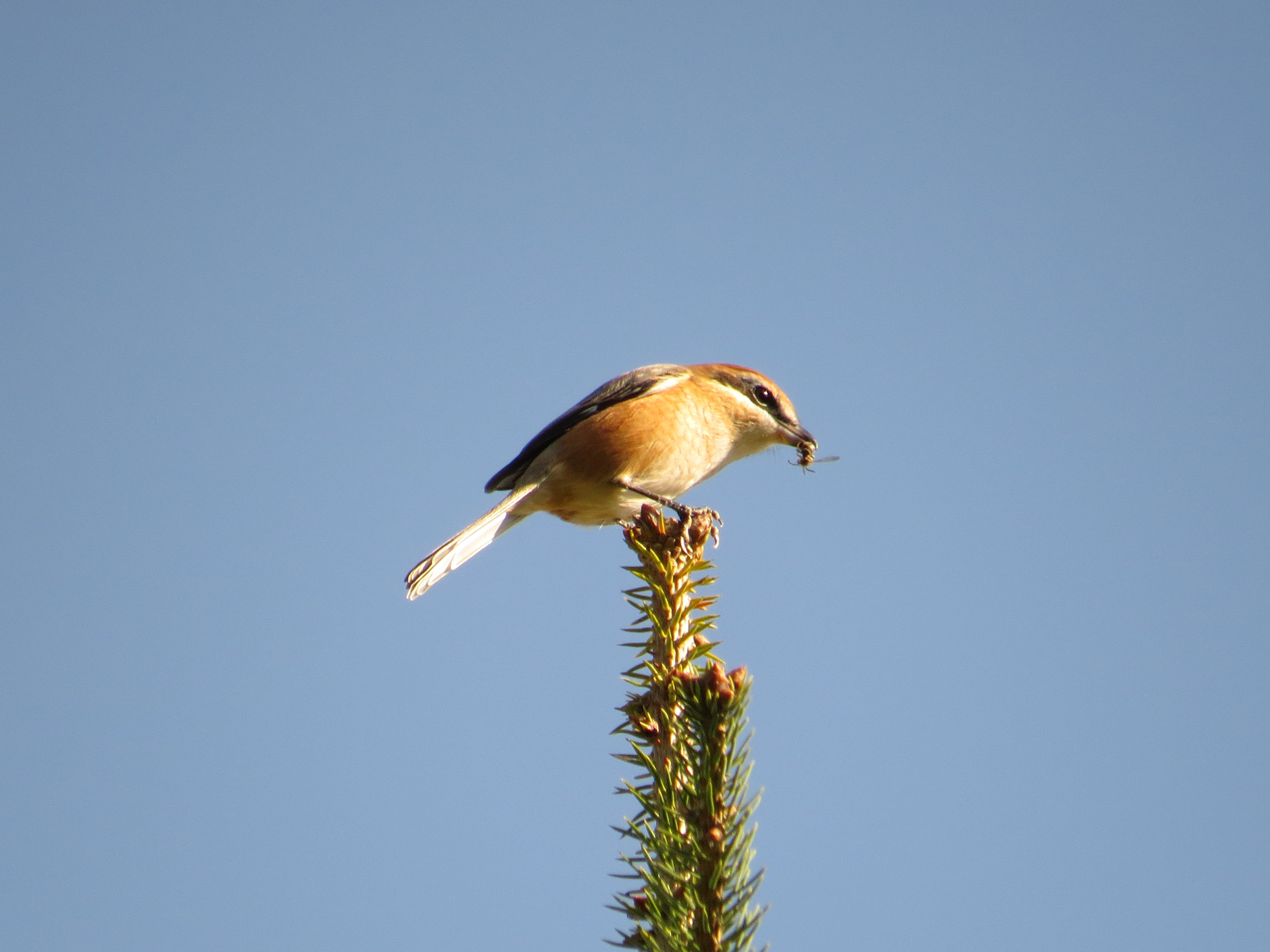
Maschio si nutre a Pyeongchang.

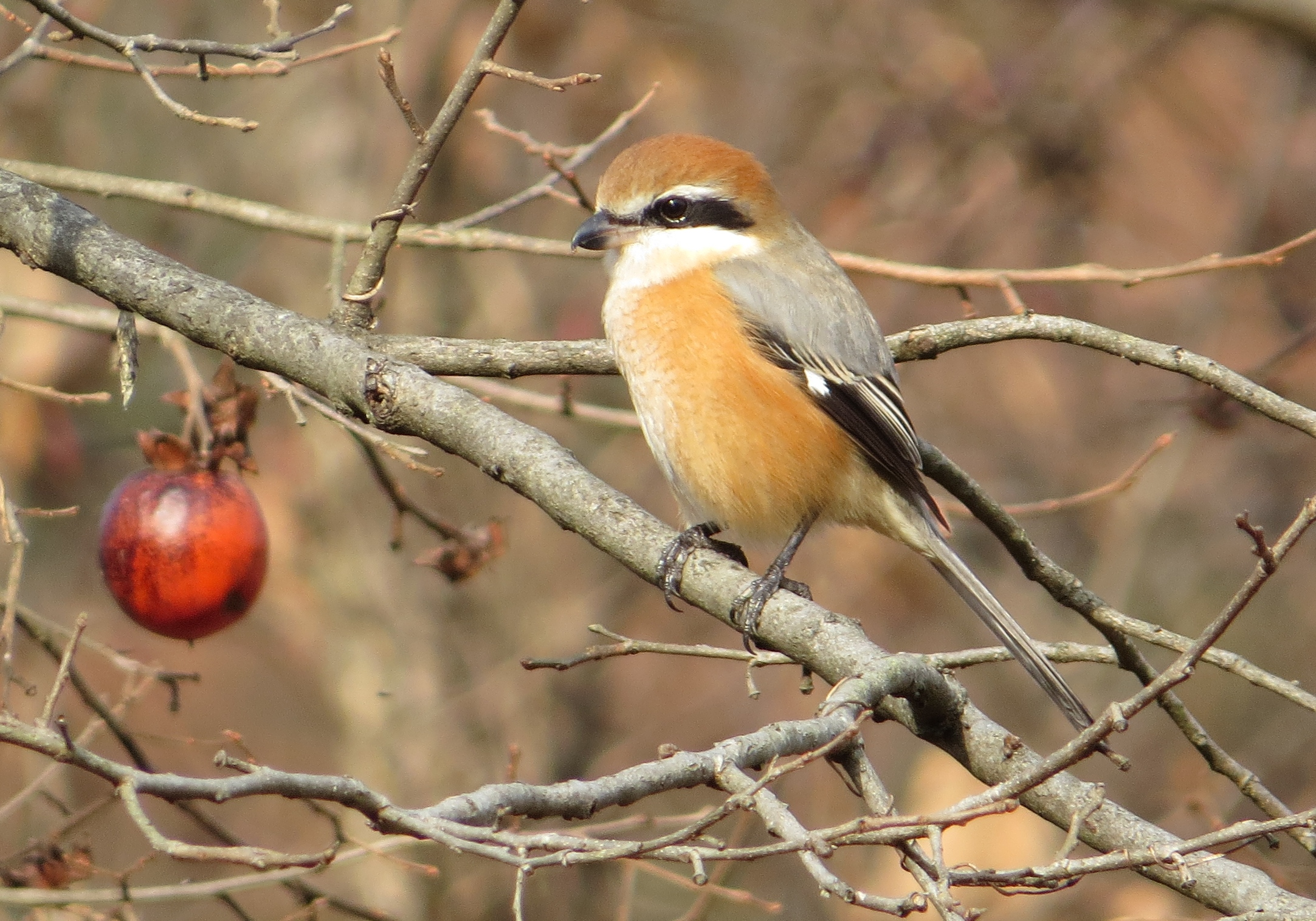
Maschio nella prefettura di Aichi.

L'averla taurina è diffusa in Estremo Oriente, popolando un areale che si estende dalla Manciuria (sud dell'Heilongjiang e territorio del Litorale) all'Hebei e allo Shandong in Cina centro-orientale, oltre all'antica prefettura di Karafuto, il Giappone (comprese le isole Ryukyu, le isole Daitō e le isole Ogasawara), la Corea e le Curili meridionali: una popolazione isolata popola le aree montuose del sud-est del Gansu.
Si tratta di uccelli migratori: mentre le popolazioni giapponesi (ad eccezione degli uccelli di Hokkaidō), così come quelle della Cina centrale e del sud della penisola coreana, tendono a rimanere stanziali, tutte le altre con l'approssimarsi della stagione fredda migrano verso sud, stabilendosi in un'area che va da Shanghai alla penisola di Leizhou. Esemplari isolati possono raggiungere durante le migrazioni Taiwan e il Tonchino.
L'habitat di questi uccelli è rappresentato dalle aree aperte sul limitare di quelle alberate: li si trova pertanto nelle aree marginali di boschi e foreste o nelle radure all'interno degli stessi, oltre che nelle aree antropizzate (coltivazioni, parchi e giardini urbani, viali alberati, campagne), che essi colonizzano senza problemi.

## Tassonomia
Se ne riconoscono due sottospecie:
- Lanius bucephalus bucephalus Temminck & Schlegel, 1845 - la sottospecie nominale, diffusa nella stragrande maggioranza dell'areale occupato dalla specie;
- Lanius bucephalus sicarius Bangs & Peters, 1928 - endemica del Gansu;

In base a recenti studi, l'averla taurina mostrerebbe affinità con l'averla piccola e l'averla isabellina, delle quali rappresenterebbe un sister taxon.